# Thermomicrobium
Genre
Thermomicrobium est un genre de bacilles Gram négatifs de la famille des Thermomicrobiaceae. Son nom, tiré du grec thermê (θέρμη,-ης : chaleur) et du néolatin microbium (microbe), fait référence au caractère extrémophile thermophile de ces bactéries isolées d'une source chaude alcaline dans le parc de Yellowstone.
C'est le genre type de l'embranchement des Thermomicrobiales, de l'ordre des Thermomicrobiales et de la famille des Thermomicrobiaceae.

## Liste d'espèces
Selon la LPSN (2 décembre 2022) :
- Thermomicrobium carboxidum King & King 2014
- Thermomicrobium fosteri Phillips & Perry 1976
- Thermomicrobium roseum Jackson et al. 1973 – espèce type